# 黄泽霖

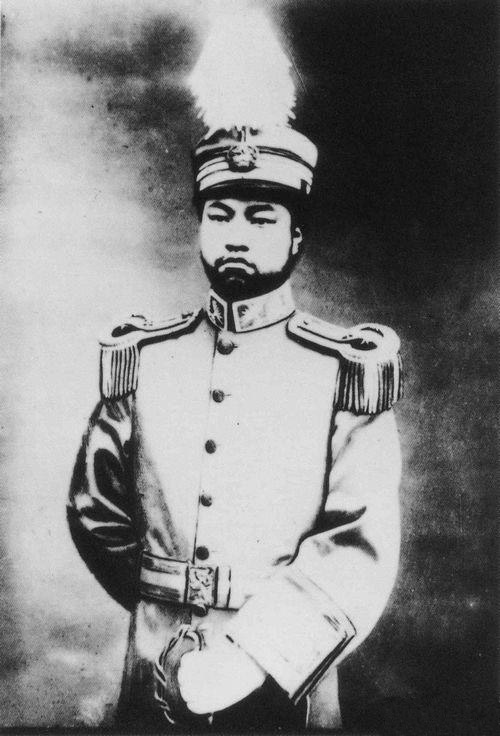
黃澤霖

黄泽霖（1882年—1912年），字茀卿，一作佛青，浙江会稽人。中国民主革命家，中华民国军事将领。

## 生平
黄泽霖年輕時負有文名，「以治刑名為州縣上客」，曾在贵州州县中担任刑幕（清朝各級政府機構中專門辦理司法訴訟事務的幕僚 ）。1900年義和團運動爆發後，黃澤霖「惜清廷搆禍招侮，謂非從事根本改革，不足以救危亡」，於是拋棄刑幕生涯，於1907年與張百麟、張澤鈞等發起自治學社。為設立「言論機關」以開民智，黃澤霖前往上海自購印字機，創辦《西南日報》作自治學社的機關報。張百麟等組織公立法政學堂及律師專修科、法官養成所、光懿女學堂等教育機關，皆以注重精神教育為主，成為辛亥革命在貴州發展的土壤。
1911年，四川爆發保路運動，自治學社決議趁機積極發展，先後聯絡哥老會與新軍，計畫光復貴州。首先與張百麟聯絡哥老會，由陳守廉、李立鑑、譚德驥、黎克榮、吳冠、孔鵬等人組成「軍法部」，將哥老會收編為自治學社的武裝力量，分東南西北中五路統帶，由黃澤霖任五路巡防總統，率眾兩千人兵分四路伺機發難。又透過彭景祥、楊樹青、艾樹池等接洽新軍，新軍官兵皆贊成起義，惟未得標統袁義保同意。黃澤霖因而以書信勸袁義保反正。袁義保收到書信後，欲呈巡撫沈瑜慶查辦，但最後未決。
隨著起事時機愈加緊迫，眾人雖知急進恐遭不測，但此時新軍也因缺乏彈藥而無計可施。於是張澤霖又與甯建侯、張澤錦設法密購子彈，所購不足者，又設法從南火藥局竊取彈藥補足，託楊樹青、陳啟順、藍鑫等分批運回，並於11月3日夜間舉事。4日黎明，黃澤霖偕同志百餘人，開城門納新軍，分道安民，並與眾人集議組織貴州軍政府，黃澤霖則被眾人推舉掌司法部，黃澤霖辭謝之。而陳守廉等所部皆編入巡防隊，仍推舉由黃澤霖統帥，並轄原有巡防及綠練各營，於是黃澤霖至此已握有全省的大部分兵權。
當貴州宣布光復時，四川全省猶未脫離清廷控制，於是四川連電向貴州軍政府乞師援川，黃澤霖毅然請命出師，任命葉占標為前鋒，率三營先發。正打算督兵繼進時，瀘州、重慶、成都便先後反正，貴州代理都督趙德全又留黃澤霖一起鎮守貴州，乃不果行。留守貴州期間，黃澤霖遣譚德驥平定平越府叛軍，又遣岑少光討平修平土匪，對恃功不法、騷擾平民的駐省官兵也嚴加捕治，又因討誅巨匪羅魁而名聲大噪，廣受輿論支持。黃澤霖的聲望因而蒸蒸日上，與趙德全齊名。
1912年2月，貴州舊軍勢力劉顯世為與任可澄的立憲派聯合打擊革命派勢力，於是賄買其部將唐燦章刺殺黃澤霖，並劫掠其家財。黃澤霖雖已預知此事，卻自料兵力雄厚足以壓制，且認為無故戒嚴為示弱，遂不加防備，因而在貴陽礦業學堂私宅遇害，享年31歲。黃澤霖遇害後，其妻奔走南北，為夫鳴冤。身後有幼女二，甚貧苦。